# Shahrestān-e Kūhbanān
Shahrestān-e Kūhbanān (persiska: شهرستان کوهبنان, کوهبنان) är en delprovins (shahrestan) i Iran.   Den ligger i provinsen Kerman, i den centrala delen av landet, 700 km sydost om huvudstaden Teheran.
Delprovinsen hade 21 205 invånare 2016.